# Wiktor Gonczarow
Wiktor Iwanowicz Gonczarow (ros. Виктор Иванович Гончаров; ur. 5 maja 1951 w Rostowie nad Donem, zm. 5 września 2013 tamże) – radziecki i rosyjski dyrygent, profesor Rostowskiego Konserwatorium Państwowego im. S. Rachmaninowa. 

## Nagrody i odznaczenia
- Ludowy Artysta Federacji Rosyjskiej[2].